# Baan (zenuwstelsel)

De optische baan met de gezichtszenuw is een voorbeeld van een zenuwbaan, omdat deze de ogen verbindt met de hersenen; aanvullende banen in de hersenen zijn verbonden met de visuele cortex.

Een baan of zenuwbaan is in de neurofysiologie en de neurologie de verbinding tussen twee willekeurige delen van het zenuwstelsel.
De eerste banen werden ontdekt in de Renaissance toen de hersenen van overleden personen onderzocht werden. Onder meer het corpus callosum, de tractus corticospinalis en de pedunculus cerebri werden aldus bekend. Toen de neuroanatomie later vooruitgang boekte, werden het begin- en eindpunt van banen in de namen verwerkt, zoals bij de fibrae nigrostriatales die vanuit de substantia nigra naar het (neo)striatum lopen. Nog een belangrijke baan is de fasciculus arcuatus.
Banen bestaan uit axonen, uitlopers van groepen zenuwcellen die door myeline worden omhuld. Als deze axonen door myeline worden omhuld ziet de baan er wit uit, omdat myeline voornamelijk uit lipiden bestaat. De verbinding als geheel wordt ook wel witte stof genoemd. Bij afwezigheid van myeline ziet een baan er beige- of grijsachtig uit. Sommige axonen in het menselijk lichaam zijn een meter lang of nog langer, zoals die van de motorische zenuwcellen. De allerlangste axon loopt vanuit de grote teen naar de medulla oblongata en is soms meer dan twee meter lang.